# Poly ICLC
Poly ICLC là một chất kích thích miễn dịch.
Nó bao gồm carboxymethylcellulose, axit polyinosinic-polycytidylic và RNA sợi kép poly-L-lysine.
Nó là một phối tử cho thụ thể toll like-3.